# Herzeleid
Herzeleid  es el álbum debut de la banda alemana Rammstein, lanzado mundialmente el 25 de septiembre de 1995 por el sello Motor Music Records. El álbum, producido en su totalidad por Jacob Hellner, pertenece a diversos estilos del género musical heavy metal como el metal industrial, alternativo. El disco tuvo una buena recepción comercial, entró en el repertorio de los veinte álbumes más vendidos en 3 países. Para la promoción del disco, fueron lanzados tres sencillos a nivel mundial, uno de ellos fue «Du Riechst So Gut» que logró estar durante 10 semanas consecutivas entre los 20 sencillos más vendidos en Alemania. A fin de promover el disco, la banda inició su primera gira mundial titulada Herzeleid Tour. En 2005, Herzeleid se catalogó como uno de los 500 mejores álbumes de rock por la revista Rock Hard y se colocó en el puesto 303 del conteo. Por otro lado, el cineasta David Lynch seleccionó una parte del álbum para que formara parte de su filme Carretera perdida
.

## Antecedentes
En 1994 la banda grabó una maqueta para un concurso en Berlín para bandas noveles, el Berlin Senate Metro. La cinta contenía cuatro canciones, «Das alte Leid», «Seemann», «Weißes Fleisch» y «Rammstein», que en aquel entonces tenían algunas letras en inglés. Rammstein ganó el concurso, cuyo premio era una sesión de una semana en un estudio de grabación profesional. La victoria llamó la atención de Paul Landers, de la banda Feeling B, que se incorporó como segundo guitarrista para la grabación del premio. En 1995 estuvieron bajo la tutela del representante Emanuel «Emu» Fialik y firmaron con la discográfica Motor Music. Herzeleid fue producido por Jacob Hellner y grabado en los estudios Polar de Estocolmo. Uno de los cortes del LP, «Rammstein», llegaría a oídos del cineasta David Lynch, quien decidió agregar música del álbum a la banda sonora de su película Carretera perdida.

## Composición y portadas

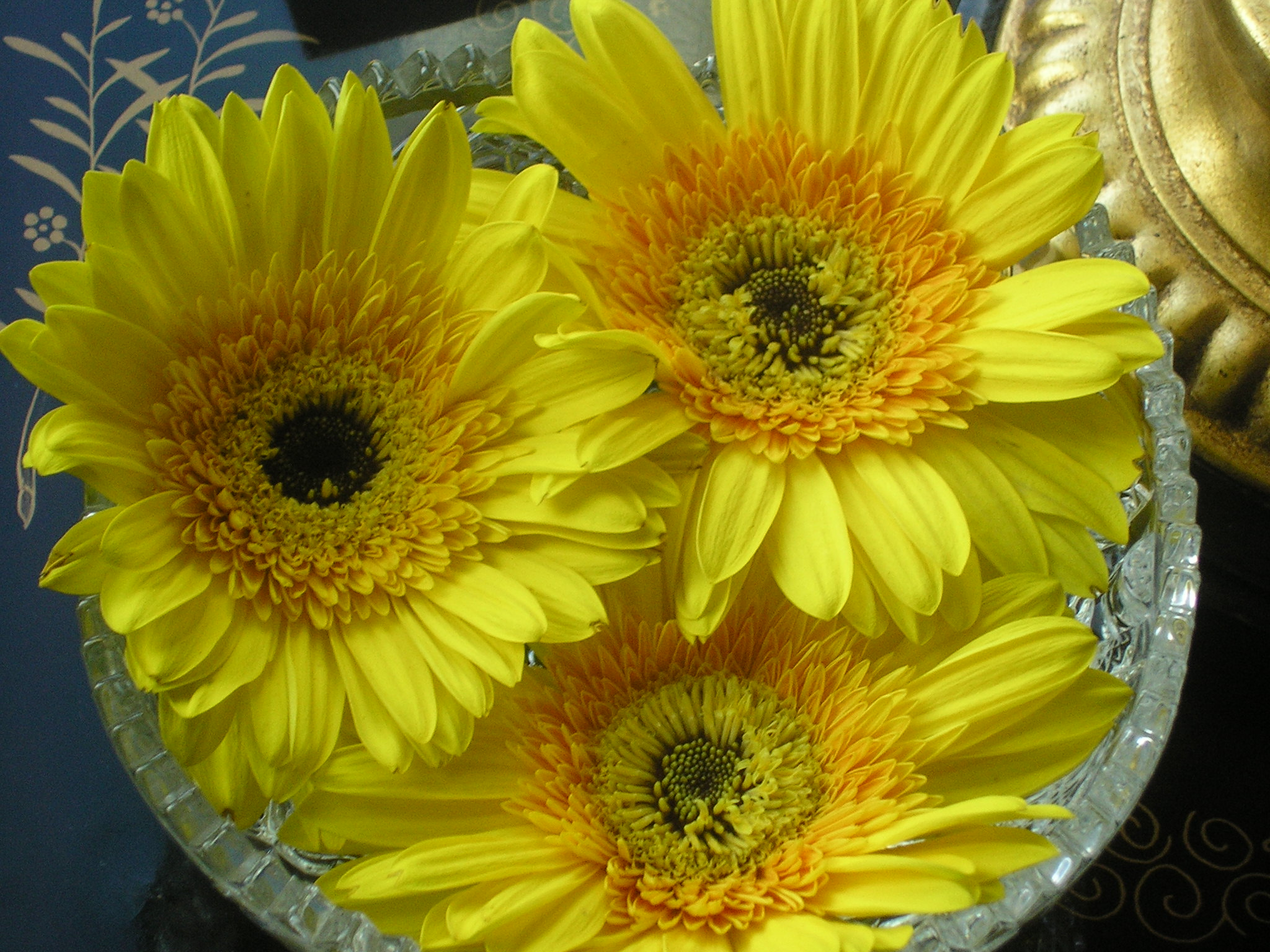
La portada de Herzeleid contiene una flor de Gerbera.

Herzeleid es un álbum que incorpora diversos estilos musicales del heavy metal como el metal industrial, alternativo y progresivo. Su instrumentación está basada en guitarras eléctricas, sintetizadores, bajo y percusiones. El álbum inicia con la pista «Wollt Ihr das Bett en Flammen Sehen?», pista escrita y producida por Till Lindemann. Cuenta con una instrumentación basada en tambores con un sonido grave. El segundo tema, «Der Meister», contiene teclados suaves y una letra que hace referencia a la sociedad moderna. La pista «Asche zu Asche» tiene una instrumentación influenciada por el estilo drum'n'bass. Las canciones «Heirate Mich» y «Laichzeit» son una mezcla entre el estilo gótico y la música metal. El sencillo «Seemann» contiene arreglos de arpegios en el bajo y pertenece al estilo power ballad. A diferencia de los otros temas no fue compuesta por el cantante Lindemann sino por el bajista Oliver Riedel. Ediciones especiales del álbum cierran con la pista «Rammstein In The House», la cual es una mezcla de distintas ramas de la música electrónica tales como el dance pop, el electro house y la música de ambiente.
La portada para la edición estándar de Herzeleid muestra a los integrantes de la banda completamente desnudos frente a una flor de Gerbera, fotografía tomada por Emanuel Fialik quien también dirigió el video promocional del sencillo «Du Riechst So Gut». Esto desató viarias críticas que acusaban a la banda de tratar de venderse a sí mismos como niños con look de revista. La portada para la edición de lujo consiste en los rostros de los integrantes con un fondo blanco.

## Recepción crítica y comercial
El álbum obtuvo revisiones mayormente positivas por parte de los críticos de música contemporánea. El editor Ned Raggett del sitio web Allmusic comparó positivamente el estilo del álbum con el de las bandas Skinny Puppy, Depeche Mode, Laibach y KMFDM. El escritor Frank Albrecht de la revista Rock Hard en su reseña sobre el álbum comentó que: «Till Lindemann es un cantante con clase, en el álbum cuenta historias de voz desagradable y metáforas trascendentales. Rammstein es una banda irrespetuosa, frívola, políticamente errónea. En una palabra: ¡épica!»
Comercialmente, Herzeleid logró destacar en las listas de popularidad de Europa. En Alemania se mantuvo 102 semanas entre los álbumes más vendidos según el conteo German Singles Chart, logró una certificación platino tras vender 200 000 copias. El álbum también entró al Top 20 en Suiza y Austria, donde por 9 y 18 semanas respectivamente se mantuvo en su mejor posición. Herzeleid tuvo un menor desempeño en  Bélgica, Países Bajos y Francia, donde solo alcanzó el Top 100 en los conteos de popularidad.

## Promoción

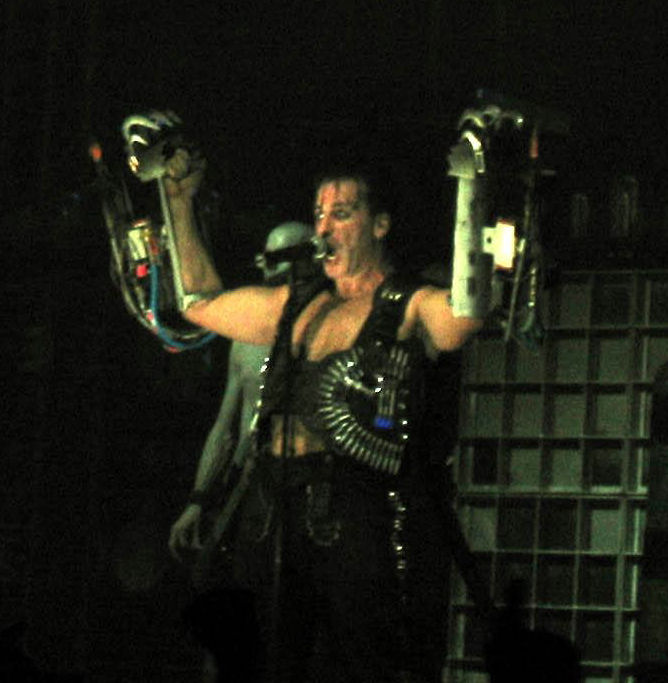
Till Lindemann interpretando «Rammstein».

### Interpretaciones en directo
Para promocionar Herzeleid realizaron una gira como teloneros de la banda de Cottbus Sandow y después con Project Pitchfork. También abrieron los espectáculos de los suecos Clawfinger en Varsovia y Praga el veintisiete y veintinueve de noviembre respectivamente. Tras estas actuaciones, Rammstein hizo su primera gira como cabeza de cartel para presentar su disco de debut. En esa gira —diecisiete conciertos entre el 2 y el 22 de diciembre— tocaron con The Ramones y nuevamente con Clawfinger. Durante 1996 tocaron en algunos festivales como el Bizarre-Festival y aparecieron en el programa de la MTV Hanging Out con sus canciones «Wollt ihr das Bett in Flammen sehen?» y «Du Riechst So Gut». Algunas presentaciones del Herzeleid Tour fueron agregadas en el DVD Lichtspielhaus.

### Sencillos
El primer sencillo estrenado fue «Du Riechst So Gut», puesto a la venta en Europa el 28 de agosto de 1995. Respecto a su desempeño comercial, «Du Riechst So Gut» llegó a la posición número 16 del conteo comercial German Singles Chart, donde se mantuvo durante 10 semanas en la misma posición. Por otro lado, la pista cuenta con dos videos musicales, el primero de ellos fue lanzado en 1995 y dirigido por Emanuel Fialik. El segundo fue lanzado en 1998 bajo el nombre de «Du Riechst So Gut 98'» mediante un lanzamiento especial del sencillo y estuvo bajo la dirección del fotógrafo Philipp Stölzl. «Seemann» se editó como segundo sencillo el 8 de enero de 1996 y a diferencia de su antecesor no obtuvo ninguna posición comercial. El video musical de «Seemann» fue ideado por el director Laszlo Kadar. El 15 de enero de 2001, «Asche zu Asche» se convirtió en el tercer y último sencillo de Herzeleid. Respecto a su historial comercial, se colocó en el puesto número 94 de la lista Australian Singles Chart.

## Otros lanzamientos
Herzeleid fue elegido por la empresa Calvin Klein para un lanzamiento edición limitada de su fragancia Obsession. El cual incluía una caja color gris con el álbum y distintas remezclas exclusivas además del frasco de fragancia. Por otro lado, varios cortes del álbum fueron agregados en el libro de partituras para piano XXI Music Book Klavier. Herzeleid también fue reeditado en formato de vinilo para el recopilatorio XXI Vinyl Box, el cual contiene otros álbumes de la banda y contenido adicional.

## Lista de canciones
- Edición estándar

| Herzeleid |                                                                          | |          |  |
| N.º       | Título                                                                   | Escritor(es)                                                                                                  | Duración |  |
| 1.        | «Wollt Ihr das Bett in Flammen sehen? (¿Quieren ver la cama en llamas?)» | Till Lindemann                                                                                                | 5:17     |  |
| 2.        | «Der Meister (El maestro)»                                               | Till Lindemann                                                                                                | 4:08     |  |
| 3.        | «Weißes Fleisch (Carne Blanca)»                                          | Till Lindemann                                                                                                | 3:35     |  |
| 4.        | «Asche zu Asche (Cenizas a las cenizas)»                                 | Till Lindemann                                                                                                | 3:51     |  |
| 5.        | «Seemann (Marinero)»                                                     | Oliver Riedel                                                                                                 | 4:48     |  |
| 6.        | «Du Riechst So Gut (Qué bien hueles / Hueles tan bien)»                  | Till Lindemann                                                                                                | 4:49     |  |
| 7.        | «Das alte Leid (El viejo dolor)»                                         | Till Lindemann                                                                                                | 5:44     |  |
| 8.        | «Heirate Mich (Cásate conmigo)»                                          | Till Lindemann                                                                                                | 4:44     |  |
| 9.        | «Herzeleid (Angustia)»                                                   | Till Lindemann                                                                                                | 3:41     |  |
| 10.       | «Laichzeit (Temporada de desove)»                                        | Till Lindemann                                                                                                | 4:20     |  |
| 11.       | «Rammstein (Rammstein)»                                                  | Till Lindemann, Oliver Riedel, Richard Z. Kruspe, Christoph Schneider, Paul Landers, Christian "Flake" Lorenz | 4:25     |  |
| 49:27     |                                                                          | |          |  |

| Herzeleid Edición limitada CD 2 |                                                                      | |          |  |
| N.º                             | Título                                                               | Escritor(es)                                                                                                  | Duración |  |
| 1.                              | «Rammstein In The House (Rammstein en la casa)»                      | | 6:26     |  |
| 2.                              | «Du Riechst So Gut (Qué bien hueles / Hueles tan bien)» (Scal Remix) | Till Lindemann                                                                                                | 4:45     |  |
| 3.                              | «Das Modell (La modelo)»                                             | Ralf Hütter, Karl Bartos                                                                                      | 4:46     |  |
| 4.                              | «Feuerräder (Ruedas de fuego)»                                       | Till Lindemann                                                                                                | 4:47     |  |
| 5.                              | «Engel (Ángel)» (Extended)                                           | Richard Z. Kruspe                                                                                             |          |  |
| 6.                              | «Rammstein (Rammstein)» (Eskimo & Egypt Radio Edit)                  | Till Lindemann, Oliver Riedel, Richard Z. Kruspe, Christoph Schneider, Paul Landers, Christian "Flake" Lorenz | 3:40     |  |

## Posicionamiento en listas y certificaciones
|                   |                       |    |
| Europa            |                       |    |
| Alemania          | German Albums Chart   | 6  |
| Austria           | Austrian Albums Chart | 11 |
| Bélgica (Valonia) | Ultratop 200 Albums   | 96 |
| Francia           | French Albums Chart   | 85 |
| Países Bajos      | Dutch Albums Top 100  | 77 |
| Suiza             | Swiss Albums Chart    | 20 |

| País     | Certificación | Ventas  |
| -------- | ------------- | ------- |
| Alemania | Platino       | 200 000 |

## Créditos y personal
- Diseño – Dirk Rudolph
- Mezcla – Ronald Prent
- Letras – Rammstein
- Productor – Carl-Michael Herlöfsson, Jacob Hellner

Referencia:

## Nota
1. ↑  La palabra alemana herzeleid puede traducirse al español de forma literal como «dolor del corazón», pero el término se refiere a la angustia emocional.[2][3]